# Nissan Terra
Nissan Terra (укр. Ніссан Терра) — середньорозмірний рамний позашляховика виробництва Nissan, що продається в Китаї компанією Zhengzhou Nissan і Dongfeng Nissan. 

## Опис

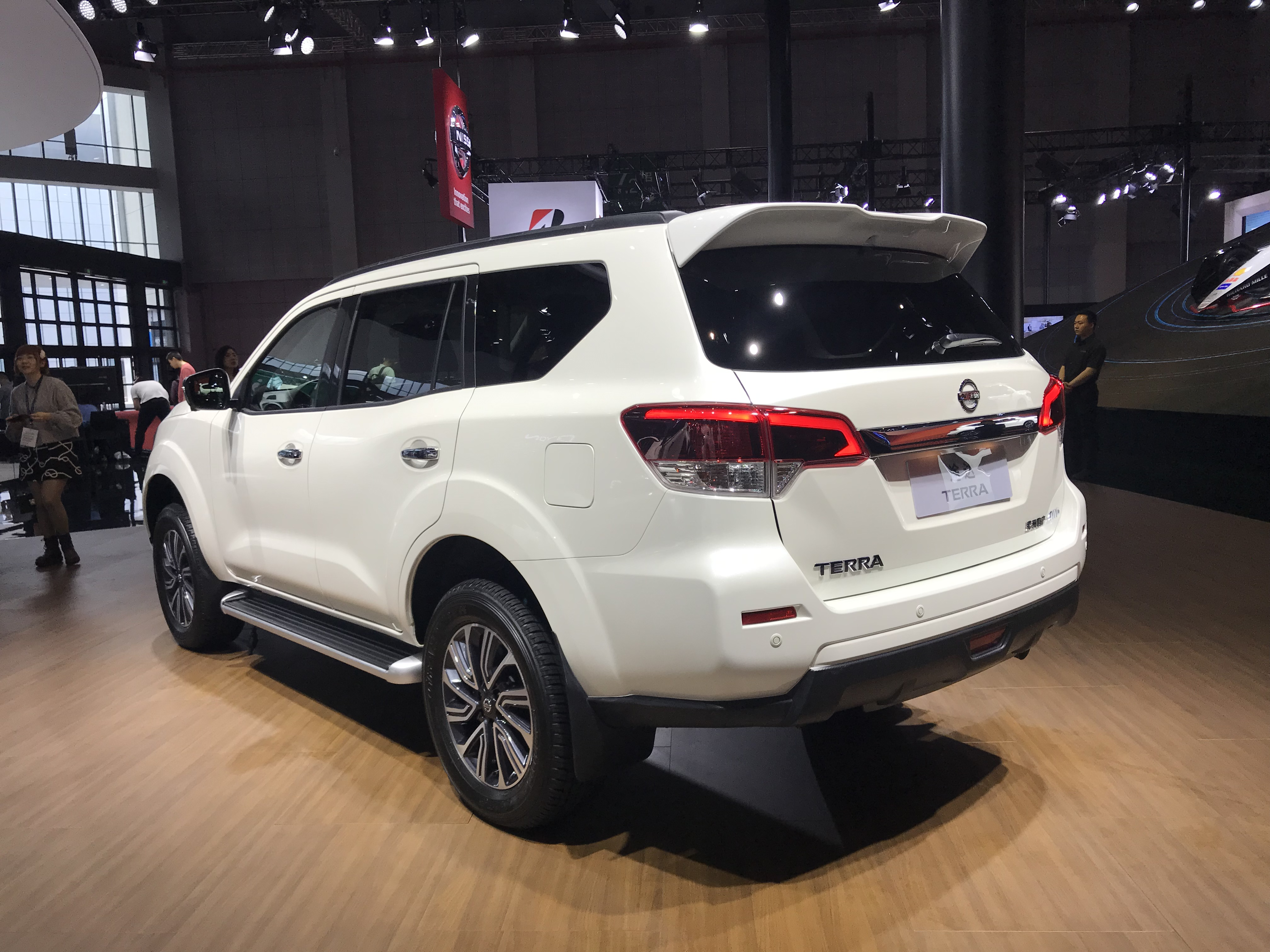
Nissan Terra

Автомобіль заснований на базі пікапа D23 Navara. Офіційні деталі автомобіля були виявлені 15 березня 2018 року та були представлені в наступному місяці. Позашляховик був представлений для громадськості в квітні 2018 року на Auto China. Terra в даний час розміщений між компактним кросовером X-Trail/Rogue та повноцінним позашляховиком Patrol/Armada і конкурує з Toyota Fortuner, Mitsubishi Pajero Sport, Ford Everest, Chevrolet Trailblazer та Isuzu MU-X. Він замінює модель Паладін у Китаї. В Європі автомобіль заповнює нішу третього покоління Pathfinder, що продавався в 2005-2012 роках.

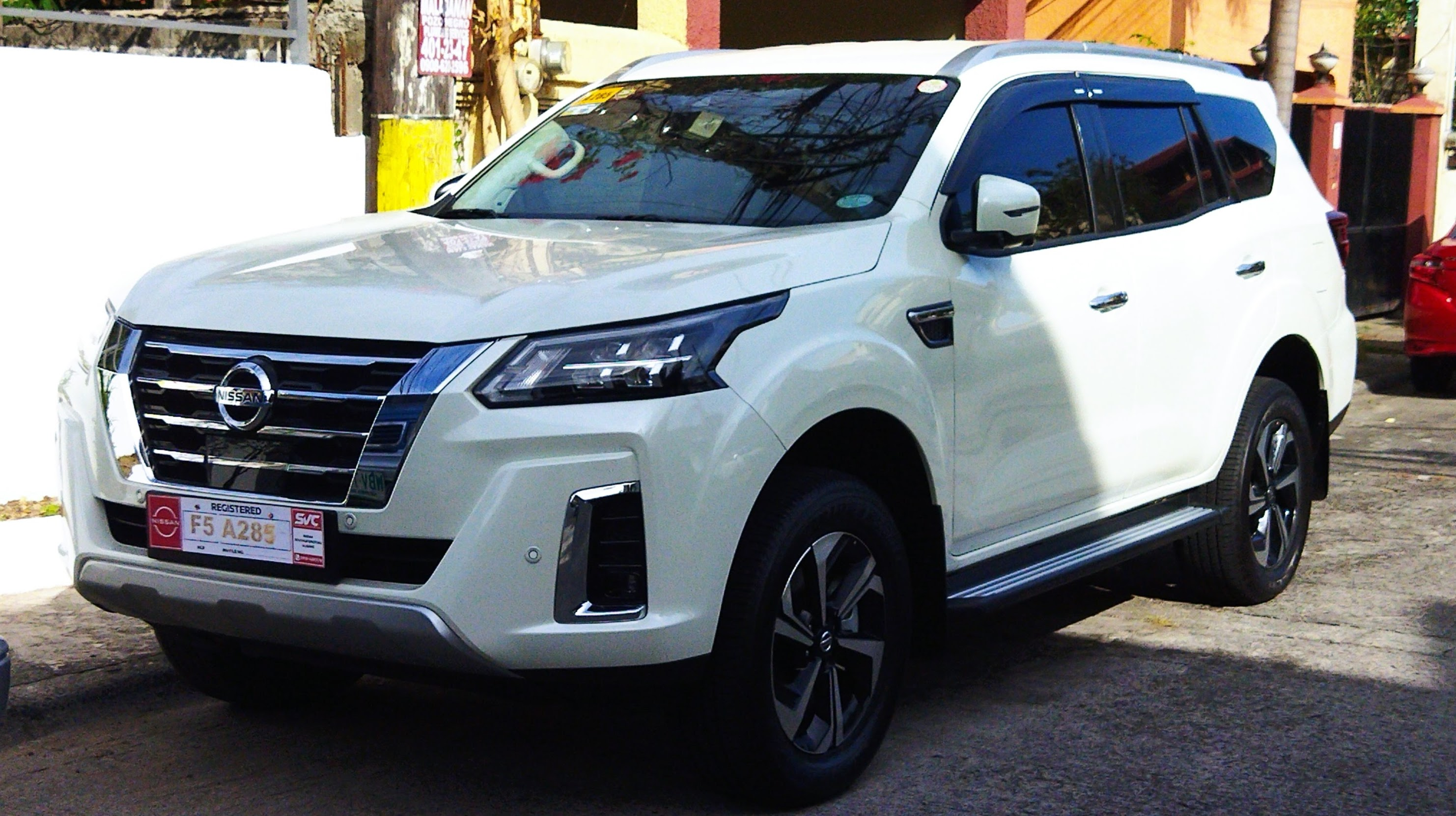
Nissan Terra (з 2021)

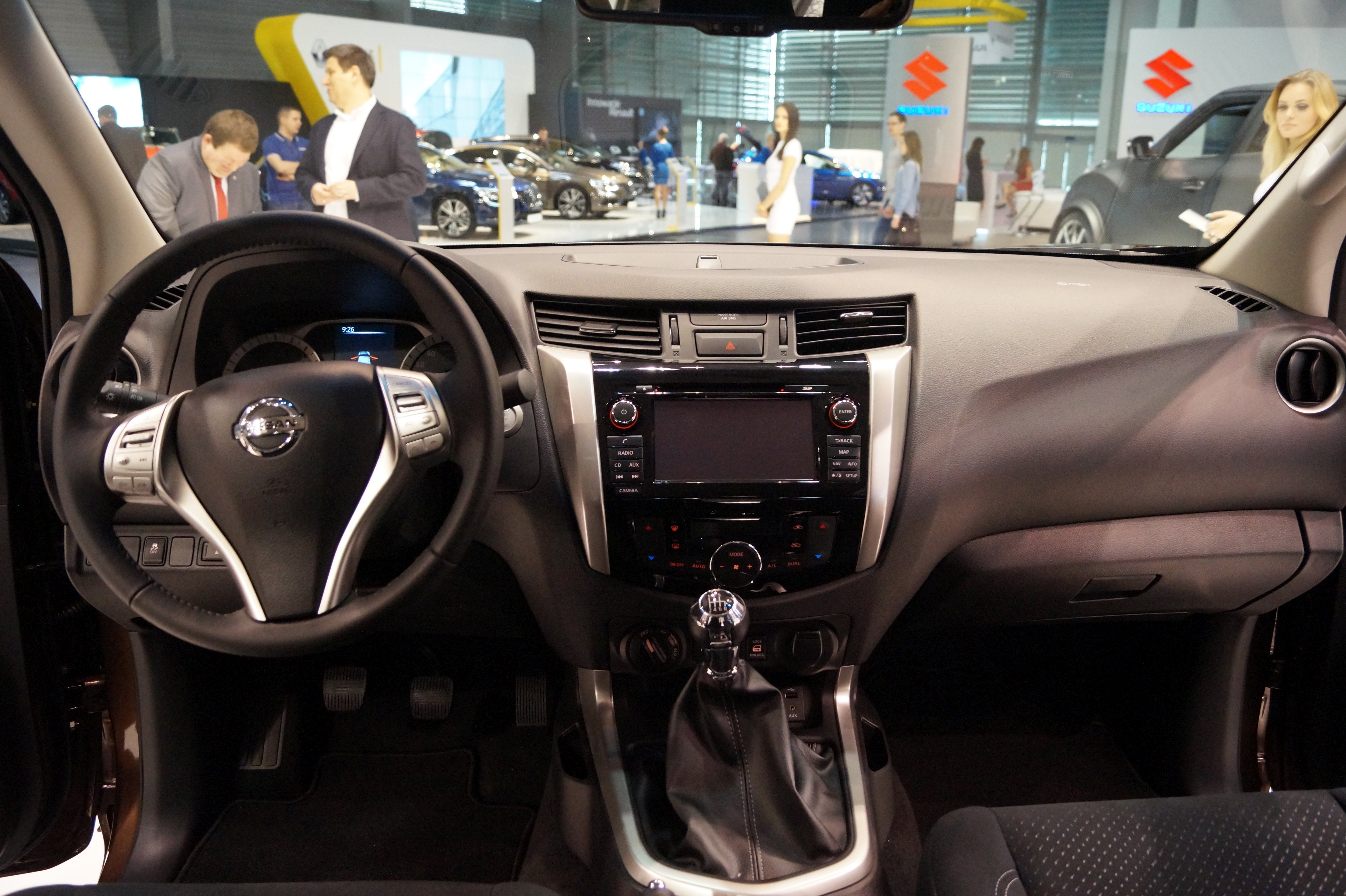

Terra оснащений 2,5-літровим бензиновим двигуном QR25DE I4, потужністю 180 к.с. при 6000 об/хв та 251 Нм крутного моменту 4000 об/хв або 2,5 л турбодизельним двигуном YD25DDTi I4 потужністю 188 к.с. при 3600 об/хв і 450 Нм крутного моменту при 2000 об/хв. Обидва двигуни з'єднані з 6-ступінчастою механічною або 7-ступінчастою автоматичною коробкою передач. Кліренс складає 225 мм.
28 травня 2018 року Terra була запущена в Філіппіни з 2.5-літровим варіантом дизельного двигуна. Порівняно з китайською версією, він ширший на 15 мм, довший 3 мм і має 7 місць (у порівнянні з 5). Він пропонується з п'ятьма варіантами обробки.
Terra запущений в виробництві в Індонезії 2 серпня 2018 року на 26-му Гайкіндо Індонезійському міжнародному автосалоні.

## Двигуни
- 2.5 л QR25DE I4 180 к.с. при 6000 об/хв, 251 Нм при 4000 об/хв
- 2.3 л YS23DDTT I4-T (diesel) 188 к.с. при 3750 об/хв, 450 Нм при 1500-2500 об/хв
- 2.5 л YD25DDTi I4-T (diesel) 188 к.с. при 3600 об/хв, 450 Нм при 2000 об/хв